# Prébois
Prébois är en kommun i departementet Isère i regionen Auvergne-Rhône-Alpes i sydöstra Frankrike. Kommunen ligger i kantonen Mens som tillhör arrondissementet Grenoble. År 2022 hade Prébois 172 invånare.

## Befolkningsutveckling
Antalet invånare i kommunen Prébois
Referens:INSEE